# Extraballe
Extraballe est un groupe de rock français de musique new wave qui aura connu une existence éphémère au tournant des années 1970-80, et mené par Jean-Robert Jovenet.

## Carrière
Au cours de leurs quelques années de carrière, le groupe publiera trois albums dans une certaine indifférence, malgré de bonnes critiques. Serge Kaganski déclare que Jovenet « ressemblait à David Bowie et Iggy Pop, qu'il chantait comme Iggy ou Lou Reed, voire comme un « pré-Murat », et écrivait comme Yves Adrien et Daniel Darc ».

## Après la séparation du groupe
Jovenet chantera à nouveau plusieurs décennies plus tard, dans un nouveau groupe en Irlande nommé Interfaith, aux sonorités techno. Le chanteur meurt en novembre 2011.
Le guitariste mythique Lolita Carabine joue tous les soirs de la semaine en direct le générique de l'émission Nulle Part Ailleurs sur Canal+ de 1991 à 1999.

## Discographie

### Maxis
- 4 titres éponyme (1978)

### Albums
- Extraballe (1979)
- Sales romances (1980)
- Extraballe (1981)